# Thomas Pieter Loftus
Pas d'image ? Cliquez ici

a Compétitions nationales et continentales officielles uniquement.

Dernière mise à jour le 12 septembre 2018.
 Thomas Pieter Loftus, né le 21 mai 1986 à Bloemfontein en Afrique du Sud, est un joueur sud-africain de rugby à XV évoluant au poste de trois-quarts centre (1,88 m pour 95 kg), qui joue à Tarbes Pyrénées lors de 2007 à 2013. Il est le frère de Werner Loftus et joue dans le même club.

## Carrière
- 2005 : Free State Cheetahs (–21 ans)
- 2007-2013 : Tarbes Pyrénées (Pro D2) 97 matchs et 4 essais